# Hohldornen
Das Hohldornen ist ein dem Dornen und Durchlochen verwandtes Fertigungsverfahren. All diese zählen zum Eindrücken, das wiederum eine Verfahrensgruppe des Druckumformen bildet.
Beim Hohldornen wird ein hohles Werkzeug genutzt, um ein Werkstück zu dornen. Dabei fließt auch Werkstoff in das Innere des Werkzeuges. Die Werkzeugbewegung ist geradlinig, meist senkrecht zur Oberfläche. Ein Gleiten über die Oberfläche findet nicht statt. Genutzt wird das Hohldornen vor allem, um durchgängige (beidseitig offene) Löcher zu fertigen in Werkstücken, die besonders hoch sind verglichen mit ihrer gesamten Querschnittsfläche. Bei dünnen Werkstücken ist das Durchlochen ausreichend. Außerdem ist die Zylindrizität der Bohrungen beim Hohldornen höher als bei anderen Verfahren. Anwendungsbeispiele sind Armaturen in der Fluidtechnik, die durch Druckkräfte belastet werden.